# Жан Фроасар
Жан Фроасар (фр. Jean Froissart, око 1337 — око 1404) био је француски хроничар и песник. Његово главно дело је Хроника Француске, Енглеске, Шкотске и Шпаније (фр. Chronique de France, d'Angleterre, d'Ecosse et d'Espagne), која обухвата време од 1326. до 1400.

## Значај
На својим честим путовањима Фроасар се брижљиво обавештавао о људима и догађајима свога времена. Мада се не може назвати историчарем, он је више него летописац или обичан регистратор догађаја. Бавећи се описом битака, он је врло користан за војну историју тог времена, нарочито за стогодишњи рат.
Целокупна његова дела издата су у Бриселу 1867-77.